# Keerlke-Preis
Der Keerlke-Preis ist der wichtigste ostfriesische Preis für Verdienste um die plattdeutsche Sprache. Er wird vom Verein Oostfreeske Taal vergeben. Keerlke ist eine Tonfigur von Christian Eisbein, angelehnt an die gleichnamige Romanfigur von Wilhelmine Siefkes. Mit dem Preis werden Personen oder Institutionen ausgezeichnet, die sich für den Erhalt und die Förderung der ostfriesischen Regionalsprache besonders eingesetzt haben.

## Preisträger
- 1993 Gitta Franken, Erzieherin und Liedermacherin aus Südbrookmerland, für ihre Arbeit mit Plattdeutsch im Kindergarten
- 1994 die Gemeinde Ihlow und ihre Mitarbeiter für die große Unterstützung bei der Veröffentlichung des hochdeutsch-plattdeutschen Wörterbuches von Otto Buurman
- 1995 Theda Ahlrichs für ihre Arbeit mit Plattdeutsch in der Kirchengemeinde und im Gottesdienst
- 1996 Jan Cornelius, Jemgumer Liedermacher,  für seine Verdienste um das neue plattdeutsche Kinderlied
- 1997 Theo Schuster aus Leer für seine regionalsprachliche verlegerische Tätigkeit
- 1998 Ubbo Gerdes, Wallinghausener Autor und Volkstheaterspieler
- 1999 Garrelt van Borssum für sein Engagement für Plattdeutsch im Schulunterricht in Ostfriesland
- 2000 Gernot de Vries für seine Verdienste um das neue hochdeutsch-plattdeutsche Wörterbuch
- 2001 Helmut Duis für sein plattdeutsches Verkaufstraining im Berufsschulunterricht
- 2002 Jakob Janshen für seine Arbeit auf dem Gebiet des plattdeutschen Theaters in Ostfriesland
- 2003 die Ländliche Akademie Krummhörn für die Förderung des Plattdeutschen im ländlichen Raum
- 2004 Hans-Hermann Briese, Carl-Heinz Dirks und Johannes Diekhoff (Herausgeber der Zeitschrift Diesel)
- 2005 Gerd Brandt aus Neustadtgödens für sein regionalsprachliches Engagement bei Radio Ostfriesland
- 2006 Marianne Brückmann für ihren langjährigen Einsatz um die Bewahrung der plattdeutschen Sprache in Wort und Schrift
- 2007 Helmut Hinrichs für seine Verdienste um die Erhaltung des Harlinger Platts
- 2008 Cornelia Nath für ihr langjähriges Wirken als Lobbyistin der plattdeutschen Sprache
- 2009 Margret Aden und Grete Saathoff für ihre langjährige Arbeit für den Erhalt der plattdeutschen Sprache in der Grundschule
- 2010 Adolf Sanders für seinen kontinuierlichen Einsatz auf verschiedenen Gebieten zur Erhaltung der plattdeutschen Sprache
- 2011 Imke Schulte für ihr Plattdeutsch-Engagement seit früher Jugend
- 2012 Herma Knabe für ihr Engagement zur Förderung des Plattdeutsch-Unterrichts in Schulen[1]
- 2013 Hanne Klöver für ihre plattdeutschen Beiträge in Radio und Fernsehen[2]
- 2014 Helmut Collmann für seinen überregionalen Einsatz für die plattdeutsche Sprache[3]
- 2015 Hillrich Reents für seinen vielfältigen Einsatz auf dem Gebiet der plattdeutschen Sprache
- 2016 Antje Gronewold für ihr außergewöhnliches Engagement zur Erhaltung der plattdeutschen Sprache über viele Jahre
- 2017 Herma Cornelia Peters und Albert Janssen für ihren großen Einsatz auf dem Gebiet des plattdeutschen Theaters
- 2018 Angelika Seidel für ihren langjährigen und unermüdlichen Einsatz für den Erhalt der plattdeutschen Sprache in der Schule
- 2019 Andreas Gerdes für seinen vielfältigen und unermüdlichen Einsatz für den Erhalt der plattdeutschen Sprache
- 2020 nicht vergeben wegen der Corona-Pandemie
- 2021 Heinz Janssen aus Wittmund für seine Arbeit an der plattdeutschen Sprachversion von Wikipedia[4]
- 2022 Johann Saathoff für seine Verdienste um die plattdeutsche Sprache
- 2023 Artur Reents aus Ostrhauderfehn, Plattdeutschbeauftragter des Landkreises Leer[5]
- 2024: Frank Jakobs aus Reepsholt für seine Verdienste für Plattdeutsch in den Medien[6]